# 猪子石村
猪子石村（いのこいしむら）は、愛知県愛知郡にあった村。現在の名古屋市千種区・名東区の一部にあたる。

## 地理
香流川を挟んだ平坦地と、南部の緩やかな丘陵地に位置していた。

## 歴史
- 1889年（明治22年）10月1日、町村制の施行により、愛知郡猪子石村・藤森村、東春日井郡猪子石原村が合併して村制施行し、愛知郡猪子石村が発足[1][3]。旧村名を継承した、猪子石、藤森、猪子石原の3大字を編成[3]。
- 1906年（明治39年）5月10日、愛知郡高社村と合併し、猪高村を新設して廃止された[1][3]。合併後、猪高村大字猪子石・藤森・猪子石原となる[3]。

### 地名の由来
猪に似た石が二つ存在することによる。

## 産業
- 農業[3]